# San Pedro Manrique
San Pedro Manrique és un municipi de la província de Sòria, a la comunitat autònoma de Castella i Lleó.